# Liste des cantons de Valence
Cet article concerne les cantons de Valence, dans la Drôme. Le découpage cantonal de Valence a évolué depuis la création des départements en 1790. Créé en 1801, le canton de Valence est divisé en deux en 1964, puis en trois en 1973 et enfin en quatre en 1984. Le redécoupage cantonal de 2015 conduit à la création de quatre nouveaux cantons comprenant chacun une fraction cantonale de la commune de Valence et des communes entières.

## Histoire
Le canton de Valence est créé en 1801. Il est divisé en deux cantons (Valence-Nord et Valence-Sud) par décret du 28 janvier 1964.
Avec le décret du 23 juillet 1973 les cantons de Valence-Nord et de Valence-Sud sont divisés en 5 cantons : Valence-I, Valence-II, Valence-III, Bourg-lès-Valence et Portes-lès-Valence
En 1984, en remplacement des cantons de Valence-I, Valence-II  et Valence-III sont créés quatre nouveaux cantons, trois portent la même dénomination que les précédents, mais avec des territoires différents (Valence-I, Valence-II  et Valence-III) et un quatrième (Valence-IV)
En 2014, quatre nouveaux cantons sont créés (Valence-1, Valence-2, Valence-3 et Valence-4) en remplacement des anciens (Valence-I, Valence-II, Valence-III, Valence-IV). Ils entrent officiellement en vigueur lors des élections de mars 2015

## Représentation

### Période 1801-1964
| Période | Période | Identité      | Étiquette | Qualité                                                                                     |
| ------- | ------- | ------------- | --------- | ------------------------------------------------------------------------------------------- |
| 1919    | 1928    | Henri Perdrix | Rad.      | Entrepreneur Maire de Valence (1919-1935) Sénateur (1920-1945) Président du Conseil Général |
| 1928    | 1934    | Paul Ferlay   | SFIO      | Représentant de commerce                                                                    |
| 1934    | 1940    | Jules Moch    | SFIO      | Député de la Drôme (1928-1936) Ministre (mars-avril 1938)                                   |
| 1945    | 1951    | Jean Perdrix  | Rad.      |                                                                                             |
| 1951    | 1958    | Mme Monier    | PCF       |                                                                                             |
| 1958    | 1964    | Jean Perdrix  | Rad.      | Maire de Valence (1957-1971)                                                                |

### Période 1964-1973
| Période | Période | Identité             | Étiquette | Qualité                                         |
| ------- | ------- | -------------------- | --------- | ----------------------------------------------- |
| 1964    | 1970    | Jean Perdrix         | Rad.      | Maire de Valence (1957-1971)                    |
| 1970    | 1973    | Roger Ribadeau-Dumas | UDR       | Député (1962-1978) Maire de Valence (1971-1977) |

| Période | Période | Identité         | Étiquette | Qualité                                 |
| ------- | ------- | ---------------- | --------- | --------------------------------------- |
| 1964    | 1973    | Gabriel Coullaud | PCF       | Maire de Portes-lès-Valence (1946-1978) |

### Période 1973-1984
| Période | Période | Identité             | Étiquette | Qualité                                         |
| ------- | ------- | -------------------- | --------- | ----------------------------------------------- |
| 1973    | 1976    | Roger Ribadeau-Dumas | UDR       | Député (1962-1978) Maire de Valence (1971-1977) |
| 1976    | 1982    | M. Dragon            | PS        |                                                 |
| 1982    | 1985    | Régis Parent         | RPR       | Député (1986-1988)                              |

| Période | Période | Identité     | Étiquette | Qualité |
| ------- | ------- | ------------ | --------- | ------- |
| 1973    | 1979    | M. Puech     | PS        |         |
| 1979    | 1985    | Anne Mazuray | PS        |         |

| Période | Période | Identité       | Étiquette | Qualité                                                 |
| ------- | ------- | -------------- | --------- | ------------------------------------------------------- |
| 1973    | 1979    | Rodolphe Pesce | PS        | Maire de Valence de 1977 à 1995 - Député de 1978 à 1988 |
| 1979    | 1985    | Pierre Favrat  | PS        | Adjoint au Maire de Valence                             |

| Période | Période | Identité      | Étiquette | Qualité |
| ------- | ------- | ------------- | --------- | ------- |
| 1982    | 1985    | Pierre Favrat | PS        |         |

### Période 1984-2015
| Période | Période  | Identité           | Étiquette    | Qualité                                                                                               |
| ------- | -------- | ------------------ | ------------ | --- |
| 1985    | 1994     | Régis Parent       | RPR          | Député (1986-1988)                                                                                    |
| 1994    | 2008     | Jacques Bonnemayre | RPR puis UMP | Adjoint au maire de Valence                                                                           |
| 2008    | 2009     | Michèle Rivasi     | Verts        | Ancienne députée de la Drôme (1997-2002) Adjointe au maire de Valence, députée européenne depuis 2009 |
| 2009    | En cours | Patrick Royannez   | Verts        | Adjoint au maire de Valence Vice-Président du Conseil Général                                         |

| Période | Période  | Identité        | Étiquette | Qualité                                                      |
| ------- | -------- | --------------- | --------- | ------------------------------------------------------------ |
| 1985    | 1995     | Patrick Labaune | RPR       | Maire de Valence (1995-2004), député de la Drôme depuis 2002 |
| 1995    | 2004     | Émile Brunel    | PS        | Conseiller municipal de Valence                              |
| 2004    | En cours | Nicolas Daragon | UMP       | Maire de Valence depuis 2014                                 |

| Période | Période  | Identité           | Étiquette    | Qualité                                                                                           |
| ------- | -------- | ------------------ | ------------ | ------------------------------------------------------------------------------------------------- |
| 1985    | 1994     | Rodolphe Pesce     | PS           | Maire de Valence de 1977 à 1995 Député de 1978 à 1988 Président du Conseil Général de 1985 à 1992 |
| 1994    | 2008     | Michel Tavan       | RPR puis RPF |                                                                                                   |
| 2008    | En cours | Pierre-Jean Veyret | PS           | Conseiller municipal de Valence Vice-Président du Conseil Général                                 |

| Période | Période  | Identité                    | Étiquette | Qualité                                     |
| ------- | -------- | --------------------------- | --------- | ------------------------------------------- |
| 1985    | 1992     | Pierre Favrat               | PS        |                                             |
| 1992    | 1998     | Jean-Claude Laurent         | RPR       | Adjoint au Maire de Valence                 |
| 1998    | 2004     | Francis Bérard              | PS        | Conseiller municipal de Valence             |
| 2004    | 2011     | Jean-Charles Faivre-Pierret | UMP       | Conseiller Municipal de Valence (2001-2008) |
| 2011    | En cours | Zabida Nakib-Colomb         | PS        | Adjointe au Maire de Valence                |